# Lijst van voetbalinterlands Cambodja - Equatoriaal-Guinea
Deze lijst van voetbalinterlands is een overzicht van alle officiële voetbalwedstrijden tussen de nationale teams van Cambodja en Equatoriaal-Guinea. De landen speelden tot op heden een keer tegen elkaar. Dat was een vriendschappelijke wedstrijd op 22 maart 2024 in Jeddah (Saoedi-Arabië).

## Wedstrijden
| № | Plaats | Datum         | Competitie        | Wedstrijd                     | Uitslag |
| - | ------ | ------------- | ----------------- | ----------------------------- | ------- |
| 1 | Jeddah | 22 maart 2024 | Vriendschappelijk | Equatoriaal-Guinea − Cambodja | 2 − 0   |

## Samenvatting
| Competitie        | Totaal gespeeld | Winst Cambodja | Gelijk | Winst Equat.-Guinea | Doelsaldo Cambodja – Equat.-Guinea |
| ----------------- | --------------- | -------------- | ------ | ------------------- | ---------------------------------- |
| Vriendschappelijk | 1               | 0              | 0      | 1                   | 0 − 2                              |
| Totaal            | 1               | 0              | 0      | 1                   | 0 − 2                              |

FFC · Cambodjaans vrouwenelftal
Afghanistan ·
Australië ·
Bahrein ·
Bangladesh ·
Bhutan ·
Brunei ·
China ·
Equatoriaal-Guinea ·
Filipijnen ·
Guam ·
Guinee ·
Guyana ·
Hongkong ·
India ·
Indonesië ·
Irak ·
Iran ·
Japan ·
Jemen ·
Jordanië ·
Kirgizië ·
Koeweit ·
Laos ·
Libanon ·
Macau ·
Malediven ·
Maleisië ·
Mongolië ·
Myanmar ·
Nepal ·
Noord-Korea ·
Oezbekistan ·
Oost-Timor ·
Pakistan ·
Palestina ·
Qatar ·
Saoedi-Arabië ·
Singapore ·
Sri Lanka ·
Syrië ·
Tadzjikistan ·
Taiwan ·
Thailand ·
Turkmenistan ·
Vietnam ·
Zuid-Korea ·
Zuid-Vietnam
FEF · A-internationals · Selecties · Equatoriaal-Guinees vrouwenelftal
1970 – 1979 · 
1980 – 1989 · 
1990 – 1999 · 
2000 – 2009 · 
2010 – 2019 ·
2020 − 2029
1975 · 
1976 · 
1977 · 
1978 · 1979 · 1980 · 
1981 · 
1982 · 1983 · 
1984 · 
1985 · 
1986 · 
1987 · 
1988 · 
1989 · 
1990 · 
1991 · 1992 · 1993 · 1994 · 1995 · 1996 · 1997 · 
1998 · 
1999 · 
2000 · 
2001 · 
2002 · 
2003 · 
2004 · 
2004 · 
2005 · 
2006 · 
2007 · 
2008 · 
2009 · 
2010 · 
2011 · 
2012 · 
2013 · 
2014 · 
2015 · 
2016 · 
2017 ·
2018 ·
2019 ·
2020 ·
2021 ·
2022 ·
2023 ·
2024
Algerije ·
Andorra ·
Angola ·
Benin ·
Botswana ·
Burkina Faso ·
Cambodja ·
Centraal-Afrikaanse Republiek ·
Congo-Brazzaville ·
Congo-Kinshasa ·
Djibouti ·
Egypte ·
Estland ·
Gabon ·
Gambia ·
Ghana ·
Guinee ·
Guinee-Bissau ·
Ivoorkust ·
Kaapverdië ·
Kameroen ·
Kenia ·
Kosovo ·
Libanon ·
Liberia ·
Libië ·
Madagaskar ·
Malawi ·
Mali ·
Marokko ·
Mauritanië ·
Mauritius ·
Namibië ·
Niger ·
Nigeria ·
Rwanda ·
Saoedi-Arabië ·
Sao Tomé en Principe ·
Senegal ·
Sierra Leone ·
Soedan ·
Spanje ·
Tanzania ·
Togo ·
Tsjaad ·
Tunesië ·
Zambia ·
Zuid-Afrika ·
Zuid-Soedan